# أندرو واينبرغ
أندرو واينبرغ (بالإنجليزية: Andrew Weinberg)‏ هو كاتب سيناريو أمريكي، ولد في 1976.